# Dan Wyllie
Daniel "Dan" Wyllie (1970) es un actor australiano conocido por haber interpretado a Charlie Jackson en Love My Way.

## Biografía
A los 18 años estuvo envuelto en un accidente automovilístico el cual le tiró cuatro de sus dientes frontales y lo dejó con una cicatriz cerca del labio.
Es muy buen amigo de las actrices Asher Keddie y Toni Collette.
Desde el 2009 comenzó a salir con la directora Shannon Murphy, la pareja se casó y en el 2015 le dieron la bienvenida a su primera hija, Dylan Wyllie.

## Carrera
En 1992 obtuvo su primer papel en el cine cuando apareció en la película Spotswood donde interpretó a Frank Fletcher. Ese mismo año apareció en la película Romper Stomper donde interpretó a Cackles, un skinhead neonazi.
En 1998 obtuvo un pequeño papel en la película The Thin Red Line donde interpretó a un médico del ejército.
Entre el 2002 y el 2003 interpretó al detective de la policía Lou Knutt en la serie Bad Cop, Bad Cop.
En el 2004 se unió al elenco principal de la serie Love My Way donde interpretó a Charlie Jackson el esposo de Julia Jackson (Asher Keddie) hasta el final de la serie en el 2007.
En el 2008 apareció como invitado en dos episodios de la popular serie Underbelly donde interpretó a Richard "Mad" Mladenich.
En el 2012 se unió al elenco de la tercera temporada de la serie Tangle donde dio vida a Michael "Chub" Chubievsky. Ese mismo año se unió al elenco de la serie Puberty Blues donde interpreta al diseñador gráfico Roger Knight, el esposo de Pam (Susie Porter) y padre de Sue (Brenna Harding).
En el 2013 aparecerá en la serie Underbelly: Squizzy, la sexta temporada de la exitosa serie Underbelly.
En agosto del 2015 se anunció que Dan se había unido al elenco principal de la nueva miniserie política de seis partes The Secret City's donde interpretará al ministro de defensa Mal Paxton. En la miniserie compartirá créditos con los actores Anna Torv Alex Dimitriades, Alan Dale, Jacki Weaver y Damon Herriman, y se espera sea estrenada en marzo del 2016.
En enero del 2018 se unió al elenco principal de la serie Romper Stomper donde dio vida a Vic / Cackles.

## Filmografía

### Series de televisión
| Año         | Serie                          | Personaje               | Notas                               |
| ----------- | ------------------------------ | ----------------------- | ----------------------------------- |
| 2018        | Romper Stomper                 | Vic / Cackles           | 6 episodios                         |
| 2017        | The Circle                     | -                       | miniserie                           |
| 2017        | Blue Murder: Killer Cop        | Michael Hurley          | 2 episodios - miniserie             |
| 2015 - 2016 | No Activity                    | Jimmy                   | 10 episodios                        |
| 2016        | Secret City                    | Mal Paxton              | 6 episodios - miniserie             |
| 2016        | Offspring                      | Dr. Angus Freeman       | 5 episodios                         |
| 2015        | The Beautiful Lie              | Nick Levin              | 6 episodios - miniserie             |
| 2015        | Deadline Gallipoli             | Capt. Frank Elliot      | episodio # 1.1 - miniserie          |
| 2015        | Gallipoli                      | Mayor Stephen Midgely   | 2 episodios - miniserie             |
| 2014        | The Code                       | Lyndon Joyce            | 5 episodios                         |
| 2014        | Rake                           | Malcolm Finnane         | 2 episodios                         |
| 2013 - 2014 | It's a Date                    | Kane                    | 2 episodios                         |
| 2012 - 2014 | Puberty Blues                  | Roger Knight            | 17 episodios                        |
| 2013        | Miss Fisher's Murder Mysteries | Gerald McNaster         | episodio "Dead Man's Chest"         |
| 2013        | Underbelly: Squizzy            | Det. Frederick Piggott  | 6 episodios                         |
| 2012        | Being Brendo                   | Gavin                   | -                                   |
| 2012        | Tangle                         | Michael Chubievsky      | 5 episodios                         |
| 2012        | The Straits                    | JoJo                    | episodio "The Trouble with Raskols" |
| 2011        | SLiDE                          | Joe                     | episodio # 1.8                      |
| 2010        | Wilfred                        | Goldy                   | episodio "Dog of a Town: Part 1"    |
| 2010        | Bananas in Pyjamas             | -                       | -                                   |
| 2009        | My Place                       | Padre de Victoria       | episodio "1888 Victoria"            |
| 2009        | Chandon Pictures               | Tracks Wilcox           | episodio "Rockstar"                 |
| 2008        | Underbelly                     | Richard "Mad" Mladenich | 2 episodios                         |
| 2004 - 2007 | Love My Way                    | Charlie Jackson         | 30 episodios                        |
| 2006        | Two Twisted                    | Angus Wilder            | episodio "A Flash Exclusive"        |
| 2002 - 2003 | Bad Cop, Bad Cop               | Det. Lou Knutt          | 8 episodios                         |
| 2002        | Kangaroo Creek Gang            | -                       | -                                   |
| 1999        | Water Rats                     | Ron Mortlock            | episodio "Dial C for Cop"           |
| 1997        | Murder Call                    | Rorie Coombe            | episodio "Drop Dead Gorgeous"       |
| 1993        | Police Rescue                  | Owen                    | episodio "The Last to Know"         |
| 1992        | A Country Practice             | Danny Coote             | 2 episodios                         |

### Películas
| Año  | Título                                  | Personaje             | Notas |
| ---- | --------------------------------------- | --------------------- | --- |
| 2014 | The Water Diviner                       | Cap. Charles Brindley | junto a Olga Kurylenko, Russell Crowe, Jai Courtney, Isabel Lucas, Damon Herriman y Ryan Corr            |
| 2014 | The Broken Shore                        | Dave Rebb             | junto a Claudia Karvan, Anthony Hayes, Erik Thomson, Catherine McClements, Robyn Nevin y Don Hany        |
| 2013 | The Turning                             | -                     | junto a Cate Blanchett, Rose Byrne, Hugo Weaving, Miranda Otto y Richard Roxburgh                        |
| 2012 | Bait                                    | Kirby                 | junto a Sharni Vinson, Julian McMahon, Xavier Samuel, Cariba Heine, Lincoln Lewis y Richard Brancatisano |
| 2012 | The King Is Dead                        | Max                   | junto a Luke Ford, Anthony Hayes y Bojana Novakovic                                                      |
| 2011 | Burning Man                             | -                     | junto a Matthew Goode, Bojana Novakovic, Rachel Griffiths, Anthony Hayes, Essie Davis y Martin Lynes     |
| 2011 | The Hunter                              | Jugador               | junto a William Dafoe, Sam Neill, Frances O'Connor, Jacek Koman, Callan Mulvey y Sullivan Stapleton      |
| 2011 | Sanctum                                 | George                | junto a Richard Roxburgh, Ioan Gruffudd, Rhys Wakefield, Christopher Baker y Allison Cratchley           |
| 2010 | Animal Kingdom                          | Ezra White            | junto a Guy Pearce, Luke Ford, Joel Edgerton, Sullivan Stapleton, Anthony Hayes y Mirrah Foulkes         |
| 2010 | Not Even a Mouse                        | Brad                  | corto - junto a Taylor Ferguson, Jan Langford Penny y Anna Lise Phillips                                 |
| 2009 | The Edge of Reality                     | Barry Duvall          | corto - junto a John Jarratt, May Chan y Anni Lindner                                                    |
| 2008 | The Last Confession of Alexander Pearce | Robert Greenhill      | junto a Adrian Dunbar, Ciarán McMenamin, Don Hany, Chris Haywood y Socratis Otto                         |
| 2008 | You Better Watch Out                    | Balaclava             | corto - junto a Stephen Curry, Chris Haywood y Caitlin McDougall                                         |
| 2007 | Bastard Boys                            | Brendan Tully         | junto a Colin Friels, Geoff Morrell, Anthony Hayes, Caroline Craig, Justine Clarke y Rhys Muldoon        |
| 2007 | Curtin                                  | Don Rodgers           | junto a William McInnes, Asher Keddie, Noni Hazlehurst, Geoff Morrell, Bille Brown y William Zappa       |
| 2007 | Lucky Miles                             | Oficial de Policía    | junto a Hamish Michael, Geoff Morrell, Kenneth Moraleda y Rodney Afif                                    |
| 2006 | Ezra White, LL.B.                       | Ezra White            | corto - junto a Leeanna Walsman, Mirrah Foulkes y Tia O'Neill                                            |
| 2004 | The Alice                               | Gordie                | junto a Erik Thomson, Jessica Napier, Caitlin McDougall, Brett Stiller y Damien Garvey                   |
| 2004 | The Money                               | Brett                 | corto - junto a Steve Rodgers, Gary Eck y Lee Perry                                                      |
| 2003 | Peter Pan                               | Alf Mason             | junto a Jason Isaacs, Jeremy Sumpter, Rachel Hurd-Wood y Lynn Redgrave                                   |
| 2003 | The Shark Net                           | Eric Cooke            | junto a William McInnes, Angie Milliken, Tim Draxl y Leeanna Walsman                                     |
| 2003 | Martha's New Coat                       | Frank                 | junto a Rod Ansell, Matilda Brown y Alycia Debnam Carey                                                  |
| 2002 | Unconditional Love                      | Pete                  | junto a Kathy Bates, Rupert Everett, Meredith Eaton y Peter Sarsgaard                                    |
| 2000 | Chopper                                 | Bluey                 | junto a Eric Bana, David Field, Peter Hardy, Vince Colosimo, Simon Lyndon y Bill Young                   |
| 1999 | Holy Smoke                              | Robbie                | junto a Kate Winslet, Harvey Keitel y Paul Goddard                                                       |
| 1999 | Redball                                 | Ronny Spinks          | junto a Belinda McClory, John Brumpton y Robert Morgan                                                   |
| 1998 | The Thin Red Line                       | Médico                | junto a Jim Caviezel, Sean Penn y Elias Koteas                                                           |
| 1997 | The IMAX Nutcracker                     | Frederick             | corto - junto a Miriam Margolyes, Heathcote Williams y Harriet Thorpe                                    |
| 1996 | Cosi                                    | Enfermero             | junto a Toni Collette, Ben Mendelsohn, Rachel Griffiths, Aden Young, Colin Friels y David Wenham         |
| 1994 | The Roly Poly Man                       | Aggro Graffitist      | junto a Susan Lyons, John Batchelor, Roy Billing y Zoe Bertram                                           |
| 1994 | Muriel's Wedding                        | Perry Heslop          | junto a Toni Collette, Rachel Griffiths, Matt Day, Chris Haywood, Genevieve Picot y Bill Hunter          |
| 1992 | Drive                                   | Nick                  | corto - junto a Ellen Cressey y Rowan Woods                                                              |
| 1992 | Romper Stomper                          | Cackles               | junto a Russell Crowe, Jacqueline McKenzie, Daniel Pollock y Leigh Russell                               |
| 1992 | Spotswood                               | Frank Fletcher        | junto a Anthony Hopkins, Ben Mendelsohn, Toni Collette y Russell Crowe                                   |

### Videos musicales
| Año  | Artista            | Canción        | Personaje         | Notas                                                 |
| ---- | ------------------ | -------------- | ----------------- | ----------------------------------------------------- |
| 2003 | The Sleepy Jackson | "Good Dancing" | Conserje Bailando | apareció en el video musical - junto a Rita Kalnejais |

### Teatro
| Año            | Obra                           | Personaje | Director (a)       | Teatro              | Notas                                                                |
| -------------- | ------------------------------ | --------- | ------------------ | ------------------- | -------------------------------------------------------------------- |
| 2011           | Summer of the Seventeenth Doll | Barney    | Neil Armfield      | Belvoir St. Theatre | junto a Steve Le Marquand, Robyn Nevin y Susie Porter                |
| 2010           | The Slow Sword                 | -         | Tom Wright         | Sydney Theatre      | junto a Julia Billington, Helen Christinson y Adam Hatz              |
| 2009           | Gethsemane                     | -         | Neil Armfield      | Belvoir St. Theatre | junto a Paula Arundell, Emily Barclay, Claire Jones y Rhys Muldoon   |
| 2008           | The Pillowman                  | Ariel     | Craig Ilott        | Melbourne Theatre   | junto a Marton Csokas, Steve Rodgers y Damon Herriman                |
| 2008           | Don Juan in Soho               | Don Juan  | Peter Evans        | Melbourne Theatre   | junto a Craig Annis, Kate Jenkinson y Daniel Frederiksen             |
| 2005           | Bed                            | -         | Brendan Cowell     | Sydney Theatre      | junto a Thomas Campbell, Caroline Craig y Hayley McElhinney          |
| 2003           | The Lieutenant of Inishmore    | -         | Neil Armfield      | Belvoir St. Theatre | junto a Tom Budge, Frank Gallacher, Rita Kalnejais y Ben Mortley     |
| 1998-1999,2001 | Cloudstreet                    | Fish Lamb | Neil Armfield      | Harvey Theatre      | junto a Roy Billing, Marta Dusseldorp, Simon Lyndon y Travis McMahon |
| 2000           | Twelfth Night                  | -         | Richard Roxburgh   | Belvoir St. Theatre | junto a Lucy Bell, Marton Csokas, Rodney Dobson y Doris Younane      |
| 2000           | Suddenly Last Summer           | -         | Neil Armfield      | Belvoir St. Theatre | junto a Lynette Curran, Meaghan Davies y Catherine McClements        |
| 1998           | A-Framed                       | -         | Bill Levis         | Old Fitzroy Theatre | junto a Rob Carlton                                                  |
| 1996           | The Alchemist                  | -         | Neil Armfield      | Belvoir St. Theatre | junto a Max Cullen, Keith Robinson, Geoffrey Rush y Hugo Weaving     |
| 1993           | A Prayer for Wings             | -         | Sandra L. Paterson | Lookout Theatre     | junto a Dorothy Blayney y Lynette Curran                             |
| 1992           | Criminals in Love              | -         | Martin Reefman     | Crossroads Theatre  | junto a Alan Flower, Olivia Pigeot y Danielle Spencer                |
| 1991           | Child Dancing                  | -         | Michael Gow        | Stables Theatre     | junto a Maggie Blinco, George Leppard y Jacqueline McKenzie          |

## Premios y nominaciones
| Año  | Categoría                                            | Premio             | Serie         | Resultado |
| ---- | ---------------------------------------------------- | ------------------ | ------------- | --------- |
| 2016 | Most Outstanding Supporting Actor                    | Logie Award        | No Activity   | pendiente |
| 2015 | Best Guest or Supporting Actor in a Drama            | AACTA Award        | Rake          | Nominado  |
| 2013 | Most Outstanding Performance by an Actor–Male        | ASTRA Award        | Tangle        | Nominado  |
| 2013 | Best Guest or Supporting Actor in a Television Drama | AACTA Award        | Puberty Blues | Nominado  |
| 2008 | Most Outstanding Performance by an Actor - Male      | ASTRA Award        | Love My Way   | Nominado  |
| 2007 | Most Outstanding Performance by an Actor - Male      | ASTRA Award        | Love My Way   | Ganó      |
| 2007 | Most Outstanding Actor                               | Silver Logie Award | Love My Way   | Nominado  |
| 2006 | Most Outstanding Performance by an Actor - Male      | ASTRA Award        | Love My Way   | Ganó      |
| 2006 | Most Outstanding Actor in a Drama Series             | Silver Logie Award | Love My Way   | Ganó      |
| 2006 | Best Lead Actor in Television Drama                  | AFI Award          | Love My Way   | Nominado  |
| 2005 | Most Outstanding Performance by an Actor - Male      | ASTRA Award        | Love My Way   | Ganó      |
| 2005 | Best Lead Actor in Television                        | AFI Award          | Love My Way   | Nominado  |
| 2005 | Most Outstanding Actor in a Drama Series             | Silver Logie Award | Love My Way   | Nominado  |